# Campeonato Europeu de Futebol de 2004
A 12.ª edição do Campeonato Europeu de Futebol, mais conhecido por "Euro 2004", foi sediado em Portugal, de 12 de junho a 4 de julho de 2004. Para organizar o terceiro maior evento desportivo do mundo, Portugal construiu 6 novos estádios e renovou outros 4. Cerca de um milhão de turistas visitaram Portugal neste período, aos quais se juntam mais de 2.000 voluntários e 10.000 jornalistas de todo o mundo.
O Euro 2004 viu também serem introduzidas novas medidas de segurança a nível dos ingressos para os jogos, assim como uma nova forma de organização. Esta passaria a ser conjunta, entre a FPF de cada país e a UEFA.

## Processo de licitação
Portugal foi escolhido pela UEFA em 12 de outubro de 1999 para organizar o evento, vencendo assim as outras duas candidaturas apresentadas, a da Espanha e a candidatura conjunta da Áustria e Hungria.

## Curiosidades da Euro 2004
- Pela primeira vez desde a assinatura do Acordo de Schengen, Portugal fechou temporariamente as suas fronteiras terrestres ao longo do período em que ocorreu o campeonato. Para suspender temporariamente o acordo, o Governo de Portugal acionou o artigo 2.º do tratado, que lhe permite assim fazê-lo e justificou a decisão alegando ser por razões de segurança e de ordem pública, conseguindo desta forma controlar quem entrava no país e manter a segurança interna.[3]
- A UEFA considerou e classificou o Campeonato Europeu de Futebol de 2004, como o melhor. O Comité Executivo da UEFA justificou estas afirmações, referindo o excelente trabalho de organização e colaboração feito em conjunto entre a UEFA, a Federação Portuguesa de Futebol, o Governo de Portugal e os responsáveis pelos estádios. Os membros do Comité referiram até que "nunca até à data, um campeonato europeu foi tão bem preparado e tão bem organizado".[4]
- Só os 24 jogos da fase de grupos, foram vistos por mais de 850 milhões de telespectadores em todo o mundo, registando um recorde e superando todos os campeonatos anteriores.[4]
- Nos estádios verificou-se um número total de 1.165.192 milhão de espectadores nos 31 jogos realizados, número que corresponde a 93,8% da oferta de bilhetes emitidos. Estes números foram superiores ao Euro 2000.[5][6]
- Para receber o campeonato e apoiar a sua seleção, os portugueses coloriram Portugal de Norte a Sul com as bandeiras nacionais, penduradas em janelas e fachadas de edifícios de todas as formas. Algumas estimativas não oficiais, apontam que tenham sido utilizadas entre 4 a 5 milhões de bandeiras. Foi após esta iniciativa dos portugueses, que surgiu a moda por todo o mundo de colocar as bandeiras de cada país nas janelas e fachadas das casas e edifícios, durante os campeonatos de futebol em forma de apoio dos habitantes à sua seleção.[7]

## Símbolos

#### Logotipo

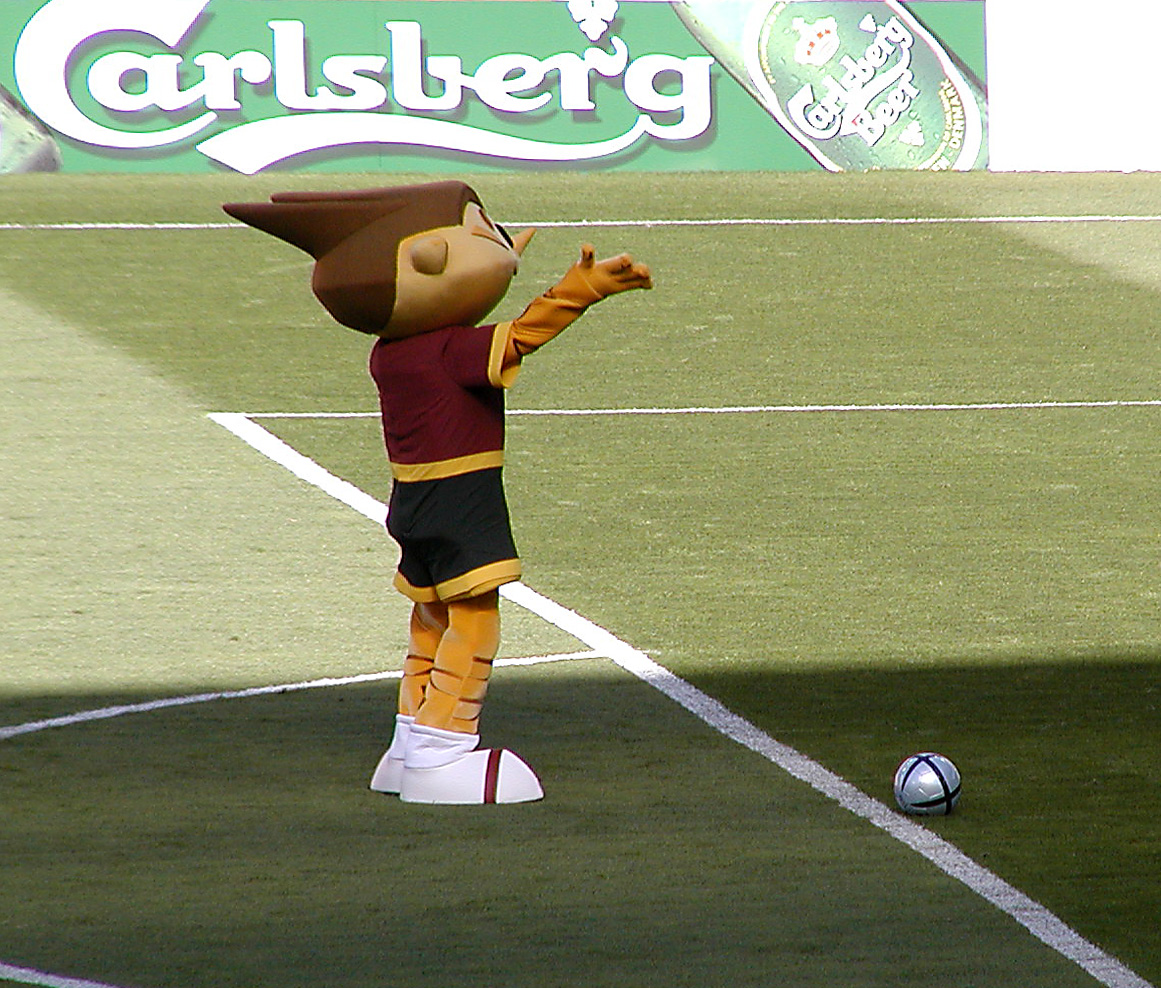
Mascote do Euro 2004, Kinas

O logótipo oficial do torneio foi criado pela agência Euro RSCG Wnek Gosper e apresentado a 13 de Maio de 2002 numa cerimónia realizada no Centro Cultural de Belém, em Lisboa. Representa uma bola de futebol no centro de um coração, rodeada por sete pontos verdes. A bola de futebol, exibindo nos seus painéis motivos artísticos folclóricos típicos portugueses, e o coração moldado no estilo tradicional da arte da filigrana de Viana do Castelo, transmitiam a paixão futebolística do país anfitrião. Os sete pontos representam elementos e conquistas portuguesas significativas, como o número de castelos do brasão nacional ou a conquista dos sete mares durante a Era dos Descobrimentos. A paleta de cores do logótipo foi baseada na bandeira portuguesa e os seus tons quentes evocam a luz e o sol associados à paisagem e ao clima portugueses. O slogan da competição usado foi "Vive O 2004!".

#### Mascote
A mascote oficial era um rapaz chamado "Kinas", um dos símbolos do brasão português, que usava um equipamento de futebol com as cores portuguesas (camisa vermelha e calções verdes) e estava constantemente brincando com uma bola de futebol. Ele possuía o conhecimento e o talento de gerações de jogadores de futebol altamente talentosos e personificava a energia e a paixão do futebol. Criado pela Warner Bros. ,"Kinas" foi apresentado oficialmente a 29 de março de 2003 na Casa de Serralves, no Porto.

#### Bola de Jogo

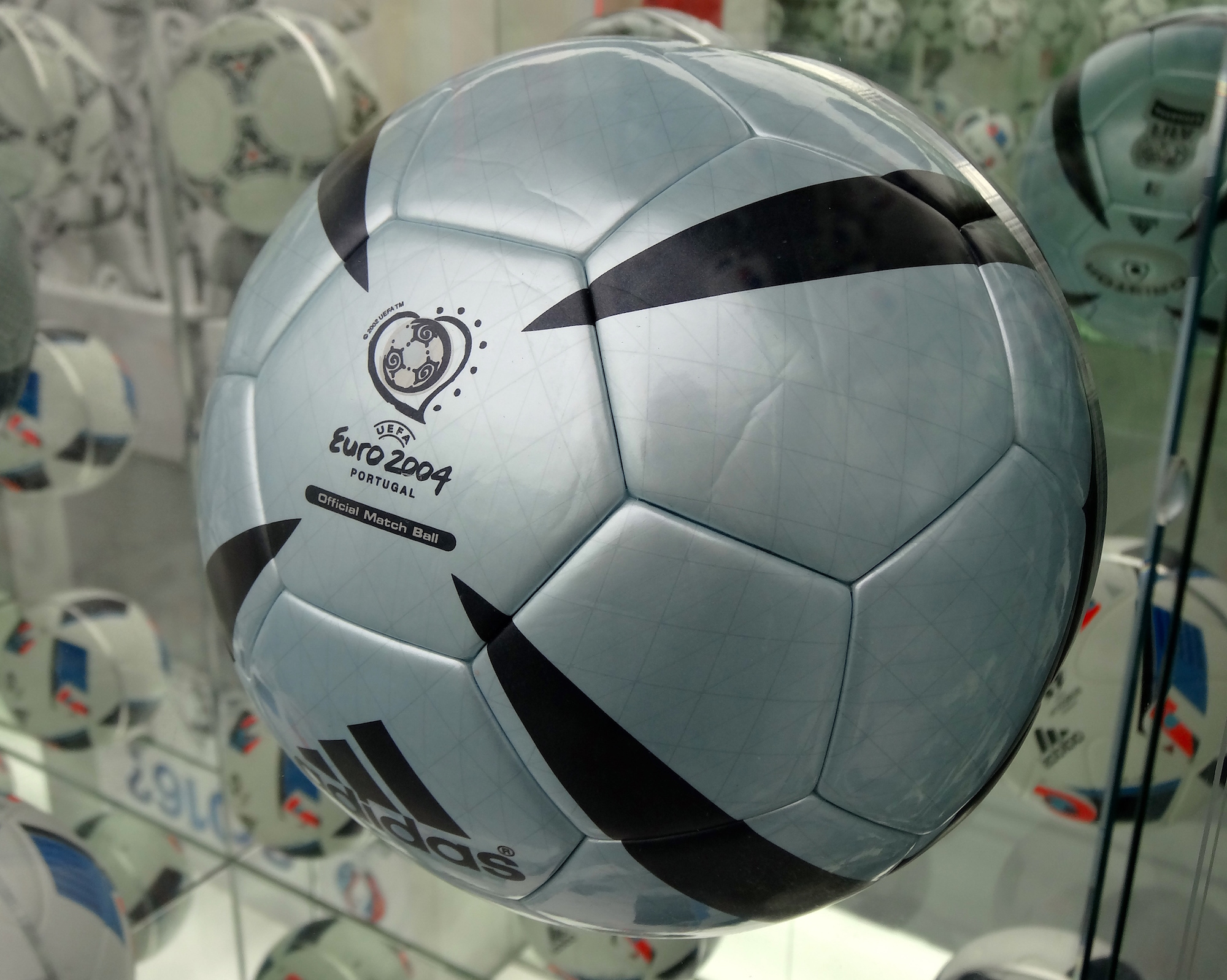
Bola do Euro 2004

A Bola Adidas Roteiro faz referência à Era dos Descobrimentos dos navegadores portugueses, principalmente Vasco da Gama, nos séculos XV e XVI. Pela primeira vez num grande torneio todas as bolas de jogo tiveram a inscrição dos nomes das equipas, da data, do estádio e das coordenadas no círculo central. A nível de design rompeu com os modelos tradicionais, já que era cinza com faixas preto, que representava os graus de latitude e longitude.

#### Música Oficial
A música oficial, chamada "Força", foi escrita e interpretada pela cantora luso-canadense Nelly Furtado. A música foi retirada de seu segundo álbum de estúdio, Folklore, e lançada como terceiro single, logo após o início do torneio. Furtado foi escolhida para cantar a canção oficial do torneio, devido à sua ligação familiar ao país anfitrião (os seus pais são ambos portugueses dos Açores ). Ela escreveu "Força" tendo em mente "a paixão que o povo português tem pelo futebol". A música foi tocada em todas as partidas e tocada ao vivo por Furtado na cerimônia de encerramento antes da final.

## Fase de qualificação
A qualificação disputou-se entre setembro de 2002 e novembro de 2003. Cinquenta equipas foram divididas em dez grupos e cada equipa jogou com o resto das equipas do grupo em duas ocasiões. As primeiras dez equipas qualificaram-se diretamente para o Euro 2004, enquanto que os dez segundos efetuaram jogos de desempate, para determinar as outras cinco equipas. As dezasseis equipas (incluindo Portugal, que não necessitou de passar pelo processo de qualificação por ser a equipa anfitriã) que participaram no campeonato foram as seguintes:
- Bulgária
- Croácia
- Tchéquia
- Dinamarca
- Inglaterra
- França
- Alemanha
- Grécia
- Itália
- Letónia
- Países Baixos
- Portugal (como anfitrião)
- Rússia
- Espanha
- Suécia
- Suíça

## Estádios
Os jogos tiveram lugar em dez estádios cuja construção foi avaliada num total de 665 milhões de euros, tendo a capacidade para 376 mil espectadores. A maioria dos estádios foi construída de raiz. O Estádio da Luz ou Estádio do Sport Lisboa e Benfica (Lisboa) original foi demolido em 2003 e o novo foi construído na área adjacente. O Estádio das Antas (Porto) foi demolido em março de 2004 e substituído pelo Estádio do Dragão, que já estava previamente a ser construído. Além disso o Estádio José Alvalade (Lisboa) também foi demolido a 6 de agosto de 2003 para dar lugar ao novo Estádio José Alvalade XXI. De todos os recintos apenas quatro foram renovados e ampliados como o Estádio Cidade de Coimbra, o Estádio D. Afonso Henriques, o Estádio do Bessa e o Estádio Dr. Magalhães Pessoa.
| Portugal                                                | Lisboa                      | Lisboa                      | Porto                        |
| ------------------------------------------------------- | --------------------------- | --------------------------- | ---------------------------- |
| Aveiro Braga Coimbra Faro Guimarães Leiria Lisboa Porto | Estádio da Luz              | Estádio José Alvalade       | Estádio do Dragão            |
| Aveiro Braga Coimbra Faro Guimarães Leiria Lisboa Porto | Capacidade: 64.642          | Capacidade: 50.095          | Capacidade: 50.033           |
| Aveiro Braga Coimbra Faro Guimarães Leiria Lisboa Porto | Estádio da Luz              | Jose-Alvalade-Stadion       | Estádio do Dragão            |
| Aveiro Braga Coimbra Faro Guimarães Leiria Lisboa Porto | Aveiro                      | Faro / Loulé                | Braga                        |
| Aveiro Braga Coimbra Faro Guimarães Leiria Lisboa Porto | Estádio Municipal de Aveiro | Estádio Algarve             | Estádio Municipal de Braga   |
| Aveiro Braga Coimbra Faro Guimarães Leiria Lisboa Porto | Capacidade: 32.830          | Capacidade: 30.305          | Capacidade: 30.286           |
| Aveiro Braga Coimbra Faro Guimarães Leiria Lisboa Porto | Estádio Municipal de Aveiro | Estádio do Algarve          | Estádio Municipal de Braga   |
| Guimarães                                               | Coimbra                     | Porto                       | Leiria                       |
| Estádio D. Afonso Henriques                             | Estádio Cidade de Coimbra   | Estádio do Bessa Século XXI | Estádio Dr. Magalhães Pessoa |
| Capacidade: 30.029                                      | Capacidade: 29.744          | Capacidade: 28.263          | Capacidade: 23.888 + 5.478   |
| Estádio D. Afonso Henriques                             | Estádio Cidade de Coimbra   | Estádio do Bessa            | Estádio Dr. Magalhães Pessoa |

#### Custos para o erário público
Ao todo e sem contar com as derrapagens nos preços das obras, na construção dos dez estádios mais parques de estacionamento e acessibilidades foi calculado no fim do Euro um valor total de 964.429.397 milhões de euros. Entre custos de manutenção e pagamento da dívida à banca, os estádios construídos (Algarve, Aveiro, Braga, Coimbra e Leiria) são uma fonte de prejuízos para as autarquias envolvidas.
Em Faro/Loulé, o Estádio Algarve tem um custo diário de cerca de 10 mil euros, cerca de 3,6 milhões de euros por ano.
Em Braga, o pagamento do empréstimo de 20 anos à banca representa cerca de 10% no orçamento anual da câmara. Segundo um vereador da cidade os encargos mensais são "o equivalente à compra de um Ferrari". A Câmara Municipal de Braga colocou a Pedreira, estádio do Braga, à venda, revela este domingo o jornal “Público”. Apesar do custo de referência ter rondado os 30 milhões de euros, o palco onde atua a formação arsenalista terá custado, na verdade, 200 milhões de euros, como confirmou recentemente Ricardo Rio, o autarca. O clube presidido por António Salvador paga, somente, 500 euros de renda.
Em Leiria, durante três anos, o contrato em apreço fez com que a empresa municipal pagasse à União de Leiria, em vez de receber. O estádio teve quatro milhões de euros de prejuízos no ano de 2005 e cerca de três milhões em 2006. A União de Leiria deixou mesmo de realizar jogos no estádio, tendo-se deslocado para o estádio da Marinha Grande. O diretor-geral da SAD da União de Leiria referiu que o contrato de utilização do estádio de Leiria previa o pagamento de 17.500 euros por jogo, mais 500 euros por cada treino extra.
Em Coimbra, a câmara cedeu o estádio à Académica, que o concessionou a uma empresa privada. Todavia, uma das peças da engenharia financeira que viabilizaria o complexo foi parar aos tribunais, por suspeita de violação do PDM.
Em Aveiro, o estádio custa ao município cerca de 3,5 milhões de euros por ano, tendo-se até ponderado a sua demolição.

#### Situação dos estádios 20 anos depois
Ao fim de 20 anos a dívida dos estádios cifra-se em cerca de 22 milhões de euros, sendo que o Município de Leiria tem a maior dívida, com 10,9 milhões de euros a pagar até 2028, seguido por Coimbra com 6 milhões a pagar até 2027 e Braga com 5 milhões a pagar até 2027, esta última relativa a sentenças judiciais, uma vez que os empréstimos já foram liquidados.
No sentido oposto, ficam pagos em 2024 o Estádio do Algarve, que até tem trazido lucro às câmaras de Faro e Loulé nos últimos anos, e o Estádio de Aveiro, que irá necessitar de obras de reabilitação e segurança no valor de 10 milhões.
Os restantes estádios que são propriedade dos clubes já se encontravam pagos ainda antes de completar os 20 anos, com a exceção do Estádio do Bessa Século XXI com o clube a encontrar-se numa situação de endividamento.
Os encargos totais das obras por estádio foram de 70 milhões de euros para o município de Aveiro (quando se previa somente 30 milhões), cerca de 100 milhões de euros para o município de Leiria e prevendo-se ainda 3,5 milhões para terminar o topo, cerca de 50 milhões de euros para o município de Coimbra (quando se previa somente 30 milhões), cerca de 38 milhões de euros para o município de Faro/Loulé e cerca de 200 milhões de euros para o município de Braga (estádio que mais derrapou nos custos quando se previa somente 30 milhões). Já o município de Guimarães arcou com 34 milhões de euros, sendo a fatia mais baixa de todos os estádios e único sem derrapagens, o estádio do Bessa custou 45 milhões de euros ao Boavista, o estádio de Alvalade custou 184 milhões de euros ao Sporting, o estádio do Dragão custou cerca de 125 milhões de euros ao Porto e o estádio da Luz custou cerca de 160 milhões de euros ao Benfica.

### Transmissão

#### Em Portugal
Num feito inédito na televisão portuguesa, as transmissões em direto dos jogos foi transmitida pelos 3 canais generalistas (RTP, SIC e TVI) através do Euro 2004. Originalmente, no Euro 2000, foi exclusivamente pela RTP, mas esta aceitou sublicenciar jogos aos operadores privados devido à importância do evento. A Sport TV transmitiu os jogos do Euro 2004 em direto e em exclusivo com acesso a multijogos na TV Cabo.

## Calendário
| Junho-Julho de 2004    | Junho-Julho de 2004    | Junho-Julho de 2004      | Junho-Julho de 2004        | Junho-Julho de 2004        | Junho-Julho de 2004        | Junho-Julho de 2004        |
| Seg                    | Ter                    | Qua                      | Qui                        | Sex                        | Sab                        | Dom                        |
| ---------------------- | ---------------------- | ------------------------ | -------------------------- | -------------------------- | -------------------------- | -------------------------- |
| 7                      | 8                      | 9                        | 10                         | 11                         | 12 (A) POR-GRE ESP-RUS     | 13 (B) SUI-CRO FRA-ENG     |
| 14 (C) DEN-ITA SWE-BUL | 15 (D) GER-NED CZE-LVA | 16 (A) GRE-ESP RUS-POR   | 17 (B) ENG-SUI CRO-FRA     | 18 (C) BUL-DEN ITA-SWE     | 19 (D) LVA-GER NED-CZE     | 20 (A) ESP-POR RUS-GRE     |
| 21 (B) CRO-ENG SUI-FRA | 22 (C) ITA-BUL DEN-SWE | 23 (D) NED-LVA GER-CZE   | 24 Quartos final 1 (A1-B2) | 25 Quartos final 2 (B1-A2) | 26 Quartos final 3 (C1-D2) | 27 Quartos final 4 (D1-C2) |
| 28                     | 29                     | 30 Semifinal 1 (CF1-CF3) | 1 Semifinal 2 (CF2-CF4)    | 2                          | 3                          | 4 Final (SF1-SF2)          |

Todos os jogos de 12 a 19 de junho começaram às 17.00 (o primeiro) e às 19.45 (o segundo).
Todos os jogos a partir de 20 de junho começaram às 19.45.

## Primeira fase

### Grupo A
| Pos | Equipe       | Pts | J | V | E | D | GP | GC | SG | Classificado          |
| --- | ------------ | --- | - | - | - | - | -- | -- | -- | --------------------- |
| 1   | Portugal (H) | 6   | 3 | 2 | 0 | 1 | 4  | 2  | +2 | Equipes classificadas |
| 2   | Grécia       | 4   | 3 | 1 | 1 | 1 | 4  | 4  | 0  | Equipes classificadas |
| 3   | Espanha      | 4   | 3 | 1 | 1 | 1 | 2  | 2  | 0  | Eliminado             |
| 4   | Rússia       | 3   | 3 | 1 | 0 | 2 | 2  | 4  | −2 | Eliminado             |

1. 1 2  Empatado no confronto direto (Grécia 1–1 Espanha) e diferença geral de gols (0). Os gols gerais para foram usados como critério de desempate.

| 12 de junho | Portugal      | 1 – 2     | Grécia                            | Estádio do Dragão, Porto                       |
| 17:00       | Ronaldo 90+3' | Relatório | Karagounis 7' · Basinas 51' (pen) | Público: 48 761 Árbitro: ITA Pierluigi Collina |

| 12 de junho | Espanha     | 1 – 0     | Rússia | Estádio do Algarve, Faro               |
| 19:45       | Valerón 60' | Relatório |        | Público: 28 182 Árbitro: SUI Urs Meier |

| 16 de junho | Grécia         | 1 – 1     | Espanha       | Estádio do Bessa Século XXI, Porto        |
| 17:00       | Charisteas 66' | Relatório | Morientes 28' | Público: 25 444 Árbitro: SVK Ľuboš Micheľ |

| 16 de junho | Rússia | 0 – 2     | Portugal                   | Estádio da Luz, Lisboa                   |
| 19:45       |        | Relatório | Maniche 7' · Rui Costa 89' | Público: 59 273 Árbitro: NOR Terje Hauge |

| 20 de junho | Espanha | 0 – 1     | Portugal       | Estádio José Alvalade, Lisboa             |
| 19:45       |         | Relatório | Nuno Gomes 57' | Público: 47 491 Árbitro: SUE Anders Frisk |

| 20 de junho | Rússia                      | 2 – 1     | Grécia     | Estádio do Algarve, Faro                      |
| 19:45       | Kirichenko 2' · Bulykin 17' | Relatório | Vryzas 43' | Público: 24 347 Árbitro: FRA Gilles Veissière |

### Grupo B
| Pos | Equipe     | Pts | J | V | E | D | GP | GC | SG | Classificado          |
| --- | ---------- | --- | - | - | - | - | -- | -- | -- | --------------------- |
| 1   | França     | 7   | 3 | 2 | 1 | 0 | 7  | 4  | +3 | Equipes classificadas |
| 2   | Inglaterra | 6   | 3 | 2 | 0 | 1 | 8  | 4  | +4 | Equipes classificadas |
| 3   | Croácia    | 2   | 3 | 0 | 2 | 1 | 4  | 6  | −2 | Eliminado             |
| 4   | Suíça      | 1   | 3 | 0 | 1 | 2 | 1  | 6  | −5 | Eliminado             |

| 13 de junho | Suíça | 0 – 0     | Croácia | Estádio Dr. Magalhães Pessoa, Leiria         |
| 17:00       |       | Relatório |         | Público: 24 090 Árbitro: PRT Lucílio Batista |

| 13 de junho | França                     | 2 – 1     | Inglaterra  | Estádio da Luz, Lisboa                   |
| 19:45       | Zidane 90+1', 90+3' (pen.) | Relatório | Lampard 38' | Público: 62 487 Árbitro: ALE Markus Merk |

| 17 de junho | Inglaterra                    | 3 – 0     | Suíça | Estádio Cidade de Coimbra, Coimbra           |
| 17:00       | Rooney 23', 75' · Gerrard 82' | Relatório |       | Público: 28 214 Árbitro: RUS Valentin Ivanov |

| 17 de junho | Croácia                      | 2 – 2     | França                           | Estádio Dr. Magalhães Pessoa, Leiria            |
| 19:45       | Rapaić 48' (pen.) · Pršo 52' | Relatório | Tudor 22' (g.c.) · Trezeguet 64' | Público: 29 160 Árbitro: DNK Kim Milton Nielsen |

| 21 de junho | Croácia                 | 2 – 4     | Inglaterra                                    | Estádio da Luz, Lisboa                         |
| 19:45       | N. Kovač 5' · Tudor 73' | Relatório | Scholes 40' · Rooney 45+1', 68' · Lampard 79' | Público: 57 047 Árbitro: ITA Pierluigi Collina |

| 21 de junho | Suíça          | 1 – 3     | França                      | Estádio Cidade de Coimbra, Coimbra        |
| 19:45       | Vonlanthen 26' | Relatório | Zidane 20' · Henry 76', 84' | Público: 28 111 Árbitro: SVK Ľuboš Micheľ |

### Grupo C
| Pos | Equipe    | Pts | J | V | E | D | GP | GC | SG | Classificado          |
| --- | --------- | --- | - | - | - | - | -- | -- | -- | --------------------- |
| 1   | Suécia    | 5   | 3 | 1 | 2 | 0 | 8  | 3  | +5 | Equipes classificadas |
| 2   | Dinamarca | 5   | 3 | 1 | 2 | 0 | 4  | 2  | +2 | Equipes classificadas |
| 3   | Itália    | 5   | 3 | 1 | 2 | 0 | 3  | 2  | +1 | Eliminado             |
| 4   | Bulgária  | 0   | 3 | 0 | 0 | 3 | 1  | 9  | −8 | Eliminado             |

1. 1 2 3  Empatado no confronto direto (2) e saldo de gols (0). Gols de confronto direto para: Suécia 3, Dinamarca 2, Itália 1.[carece de fontes?]

| 14 de junho | Dinamarca | 0 – 0     | Itália | Estádio D. Afonso Henriques, Guimarães              |
| 17:00       |           | Relatório |        | Público: 29 595 Árbitro: ESP Manuel Mejuto González |

| 14 de junho | Suécia                                                                   | 5 – 0     | Bulgária | Estádio José Alvalade, Lisboa           |
| 19:45       | Ljungberg 32' · Larsson 57', 58' · Ibrahimović 78' (pen) · Allbäck 90+1' | Relatório |          | Público: 31 652 Árbitro: ENG Mike Riley |

| 18 de junho | Bulgária | 0 – 2     | Dinamarca                     | Estádio Municipal de Braga, Braga            |
| 17:00       |          | Relatório | Tomasson 44' · Grønkjær 90+2' | Público: 24 131 Árbitro: PRT Lucílio Batista |

| 18 de junho | Itália      | 1 – 1     | Suécia          | Estádio do Dragão, Porto               |
| 19:45       | Cassano 37' | Relatório | Ibrahimović 85' | Público: 44 926 Árbitro: SUI Urs Meier |

| 22 de junho | Itália                       | 2 – 1     | Bulgária            | Estádio D. Afonso Henriques, Guimarães       |
| 19:45       | Perrotta 48' · Cassano 90+4' | Relatório | M. Petrov 45' (pen) | Público: 16 002 Árbitro: RUS Valentin Ivanov |

| 22 de junho | Dinamarca         | 2 – 2     | Suécia                         | Estádio do Bessa Século XXI, Porto       |
| 19:45       | Tomasson 28', 66' | Relatório | Larsson 47' (pen) · Jonson 89' | Público: 26 115 Árbitro: ALE Markus Merk |

### Grupo D
| Pos | Equipe        | Pts | J | V | E | D | GP | GC | SG | Classificado          |
| --- | ------------- | --- | - | - | - | - | -- | -- | -- | --------------------- |
| 1   | Tchéquia      | 9   | 3 | 3 | 0 | 0 | 7  | 4  | +3 | Equipes classificadas |
| 2   | Países Baixos | 4   | 3 | 1 | 1 | 1 | 6  | 4  | +2 | Equipes classificadas |
| 3   | Alemanha      | 2   | 3 | 0 | 2 | 1 | 2  | 3  | −1 | Eliminado             |
| 4   | Letónia       | 1   | 3 | 0 | 1 | 2 | 1  | 5  | −4 | Eliminado             |

| 15 de junho | Tchéquia              | 2 – 1     | Letónia            | Estádio Municipal de Aveiro, Aveiro           |
| 17:00       | Baroš 73' · Heinz 85' | Relatório | Verpakovskis 45+1' | Público: 21 744 Árbitro: FRA Gilles Veissière |

| 15 de junho | Alemanha   | 1 – 1     | Países Baixos      | Estádio do Dragão, Porto                  |
| 19:45       | Frings 30' | Relatório | van Nistelrooy 81' | Público: 48 197 Árbitro: SWE Anders Frisk |

| 19 de junho | Letónia | 0 – 0     | Alemanha | Estádio do Bessa Século XXI, Porto      |
| 17:00       |         | Relatório |          | Público: 22 344 Árbitro: ENG Mike Riley |

| 19 de junho | Países Baixos                 | 2 – 3     | Tchéquia                            | Estádio Municipal de Aveiro, Aveiro                 |
| 19:45       | Bouma 4' · van Nistelrooy 19' | Relatório | Koller 23' · Baroš 71' · Šmicer 88' | Público: 29 935 Árbitro: ESP Manuel Mejuto González |

| 23 de junho | Países Baixos                              | 3 – 0     | Letónia | Estádio Municipal de Braga, Braga               |
| 19:45       | van Nistelrooy 27' (pen), 35' · Makaay 84' | Relatório |         | Público: 27 904 Árbitro: DNK Kim Milton Nielsen |

| 23 de junho | Alemanha    | 1 – 2     | Tchéquia              | Estádio José Alvalade, Lisboa            |
| 19:45       | Ballack 21' | Relatório | Heinz 30' · Baroš 77' | Público: 46 849 Árbitro: NOR Terje Hauge |

## Fases finais
|  | Quartas de final     | Quartas de final   |                      |       | Semifinais | Semifinais |  |  | Final | Final |
|  |                      |                    |                      |       |            |            |  |  |       |       |
|  | 24 de junho – Lisboa |                    |                      |       |            |            |  |  |       |       |
|  |                      |                    |                      |       |            |            |  |  |       |       |
|  | Portugal (pen)       | 2 (6)              |                      |       |            |            |  |  |       |       |
|  | Portugal (pen)       | 2 (6)              | 30 de junho – Lisboa |       |            |            |  |  |       |       |
|  | Inglaterra           | 2 (5)              |                      |       |            |            |  |  |       |       |
|  | Inglaterra           | 2 (5)              | Portugal             | 2     |            |            |  |  |       |       |
|  | 26 de junho – Loulé  |                    | Portugal             | 2     |            |            |  |  |       |       |
|  |                      | Países Baixos      | 1                    |       |            |            |  |  |       |       |
|  | Suécia               | Países Baixos      | 1                    | 0 (4) |            |            |  |  |       |       |
|  | Suécia               |                    | 4 de julho – Lisboa  | 0 (4) |            |            |  |  |       |       |
|  | Países Baixos (pen)  | 0 (5)              |                      |       |            |            |  |  |       |       |
|  | Países Baixos (pen)  | 0 (5)              | Portugal             | 0     |            |            |  |  |       |       |
|  | 25 de junho – Lisboa |                    | Portugal             | 0     |            |            |  |  |       |       |
|  |                      | Grécia             | 1                    |       |            |            |  |  |       |       |
|  | França               | Grécia             | 1                    | 0     |            |            |  |  |       |       |
|  | França               | 1 de julho – Porto |                      | 0     |            |            |  |  |       |       |
|  | Grécia               | 1                  |                      |       |            |            |  |  |       |       |
|  | Grécia               | 1                  | Grécia (pro)         | 1     |            |            |  |  |       |       |
|  | 27 de junho – Porto  |                    | Grécia (pro)         | 1     |            |            |  |  |       |       |
|  |                      | Tchéquia           | 0                    |       |            |            |  |  |       |       |
|  | Tchéquia             | Tchéquia           | 0                    | 3     |            |            |  |  |       |       |
|  | Tchéquia             |                    |                      | 3     |            |            |  |  |       |       |
|  | Dinamarca            | 0                  |                      |       |            |            |  |  |       |       |
|  | Dinamarca            | 0                  |                      |       |            |            |  |  |       |       |

### Quartos-finais
| 24 de junho | Portugal                     | 2 – 2 (pro) | Inglaterra             | Estádio da Luz, Lisboa                 |
| 19:45       | Postiga 83' · Rui Costa 110' | Relatório   | Owen 3' · Lampard 115' | Público: 62 564 Árbitro: SUI Urs Meier |

|                                                      |       | Penalidades                                        |  |
| Deco Simão Rui Costa Ronaldo Maniche Postiga Ricardo | 6 – 5 | Beckham Owen Lampard Terry Hargreaves Cole Vassell |  |

| 25 de junho | França | 0 – 1     | Grécia         | Estádio José Alvalade, Lisboa             |
| 19:45       |        | Relatório | Charisteas 64' | Público: 45 390 Árbitro: SWE Anders Frisk |

| 26 de junho | Suécia | 0 – 0 (pro) | Países Baixos | Estádio do Algarve, Loulé                 |
| 19:45       |        | Relatório   |               | Público: 27 762 Árbitro: SVK Ľuboš Micheľ |

|                                                              |       | Penalidades                                         |  |
| Källström Larsson Ibrahimović Ljungberg Wilhelmsson Mellberg | 4 – 5 | van Nistelrooy Heitinga Reiziger Cocu Makaay Robben |  |

| 27 de junho | Tchéquia                    | 3 – 0     | Dinamarca | Estádio do Dragão, Porto                     |
| 19:45       | Koller 49' · Baroš 63', 65' | Relatório |           | Público: 41 092 Árbitro: RUS Valentin Ivanov |

### Semi-finais
| 30 de junho | Portugal                  | 2 – 1     | Países Baixos      | Estádio José Alvalade, Lisboa             |
| 19:45       | Ronaldo 26' · Maniche 58' | Relatório | Andrade 63' (g.c.) | Público: 46 679 Árbitro: SWE Anders Frisk |

| 1 de julho | Grécia        | 1 – 0 (pro) | Tchéquia | Estádio do Dragão, Porto                       |
| 19:45      | Dellas 105+1' | Relatório   |          | Público: 42 449 Árbitro: ITA Pierluigi Collina |

### Final
| 4 de julho | Portugal | 0 – 1     | Grécia         | Estádio da Luz, Lisboa                   |
| 19:45      |          | Relatório | Charisteas 57' | Público: 62 865 Árbitro: ALE Markus Merk |

## Marcadores
5 gols
- CZE Milan Baroš

4 gols
| - NLD Ruud van Nistelrooy | - ENG Wayne Rooney |  |

3 gols
| - GRC Angelos Charisteas - ENG Frank Lampard | - SWE Henrik Larsson - DNK Jon Dahl Tomasson | - FRA Zinédine Zidane |

2 gols
| - FRA Thierry Henry - ITA Antonio Cassano - PRT Rui Costa | - PRT Cristiano Ronaldo - PRT Maniche - SWE Zlatan Ibrahimovic | - CZE Marek Heinz - CZE Jan Koller |

1 gol
| - DEU Michael Ballack - DEU Torsten Frings - BGR Martin Petrov - HRV Niko Kovač - HRV Dado Prso - HRV Milan Rapaić - HRV Igor Tudor - DNK Jesper Grønkjær - ESP Fernando Morientes - ESP Juan Carlos Valerón - FRA David Trezeguet | - GRC Angelos Basinas - GRC Giorgos Karagounis - GRC Traianos Dellas - GRC Zisis Vryzas - ENG Steven Gerrard - ENG Michael Owen - ENG Paul Scholes - ITA Simone Perrotta - LVA Maris Verpakovskis - NLD Wilfred Bouma - NLD Roy Makaay | - PRT Hélder Postiga - PRT Nuno Gomes - RUS Dmitriy Bulykin - RUS Dmitriy Kirichenko - SWE Marcus Allbäck - SWE Mattias Jonson - SWE Fredrik Ljungberg - CHE Vladimír Šmicer - CHE Johan Vonlanthen |

Gols contra
| - HRV Igor Tudor (A favor da França) | - PRT Jorge Andrade (A favor dos Países Baixos) |  |

## Estatísticas
Legenda
- Vencedor
- Vice-vencedor
- 3.º Lugar (correspondente a 2 equipas, sem desempate)

| Pos.                            | Seleção       | Pts | J | V | E | D | GP | GC | SG |
| ------------------------------- | ------------- | --- | - | - | - | - | -- | -- | -- |
| Final                           |               |     |   |   |   |   |    |    |    |
| 1                               | Grécia        | 13  | 6 | 4 | 1 | 1 | 7  | 4  | +3 |
| 2                               | Portugal      | 10  | 6 | 3 | 1 | 2 | 8  | 6  | +2 |
| Eliminados nas Semifinais       |               |     |   |   |   |   |    |    |    |
| 3                               | Tchéquia      | 12  | 5 | 4 | 0 | 1 | 10 | 5  | +5 |
| 3                               | Países Baixos | 5   | 5 | 1 | 2 | 2 | 7  | 6  | +1 |
| Eliminados nos Quartos-de-Final |               |     |   |   |   |   |    |    |    |
| 5                               | Inglaterra    | 7   | 4 | 2 | 1 | 1 | 10 | 6  | +4 |
| 6                               | França        | 7   | 4 | 2 | 1 | 1 | 7  | 5  | +2 |
| 7                               | Suécia        | 6   | 4 | 1 | 3 | 0 | 8  | 3  | +5 |
| 8                               | Dinamarca     | 5   | 4 | 1 | 2 | 1 | 4  | 5  | –1 |
| Eliminados na Fase de Grupos    |               |     |   |   |   |   |    |    |    |
| 9                               | Itália        | 5   | 3 | 1 | 2 | 0 | 3  | 2  | +1 |
| 10                              | Espanha       | 4   | 3 | 1 | 1 | 1 | 2  | 2  | 0  |
| 11                              | Rússia        | 3   | 3 | 1 | 0 | 2 | 2  | 4  | –2 |
| 12                              | Alemanha      | 2   | 3 | 0 | 2 | 1 | 2  | 3  | –1 |
| 13                              | Croácia       | 2   | 3 | 0 | 2 | 1 | 4  | 6  | –2 |
| 14                              | Letónia       | 1   | 3 | 0 | 1 | 2 | 1  | 5  | –4 |
| 15                              | Suíça         | 1   | 3 | 0 | 1 | 2 | 1  | 6  | –5 |
| 16                              | Bulgária      | 0   | 3 | 0 | 0 | 3 | 1  | 9  | –8 |

## Premiações

### Campeões
| Campeonato Europeu de Futebol de 2004 |
| ------------------------------------- |
| Grécia Campeão (1.º título)           |

### Melhores do torneio
De acordo com a UEFA, os melhores jogadores do Euro 2004 foram:
| Goleiros                               | Defesas | Médios | Avançados |
| -------------------------------------- | --- | --- | --- |
| Petr Cech Antonios Nikopolidis Ricardo | Sol Campbell Ashley Cole Traianos Dellas Olof Mellberg Ricardo Carvalho Giourkas Seitaridis Gianluca Zambrotta | Rui Costa Michael Ballack Luís Figo Frank Lampard Maniche Pavel Nedved Theodoros Zagorakis Zinédine Zidane | Milan Baros Angelos Charisteas Henrik Larsson Cristiano Ronaldo Wayne Rooney Jon Dahl Tomasson Ruud van Nistelrooy |

### Bota de Ouro
- Milan Baroš (5 golos)

### Melhor jogador
O jogador eleito como melhor jogador do torneio foi:
- Theodoros Zagorakis